# Taftazani
Sa'ad al-Din Masud ibn Umar ibn Abd Allah al-Taftazani (em persa: سعدالدین مسعودبن عمربن عبداللّه هروی خراسانی تفتازانی) também conhecido como Al-Taftazani e Taftazani (1322—1390), foi um polímata persa muçulmano.

## Início da vida e educação
Al-Taftazani nasceu em 1322 em Taftazan, Coração no Irã, então no estado de Sarbedaran. Ele completou sua educação em várias instituições educacionais nas cidades de Herate, Ghijduvan, Feryumed, Gulistão, Corásmia, Samarcanda e Sarakhs. Seu professor mais proeminente foi Adud al-Din al-Iji. Ele residiu principalmente em Sarakhs. Ele foi ativo durante o reinado de Tamerlão, que o notou como um cientista promissor e apoiou sua bolsa de estudos, e fez parte de sua corte. Ibne Hajar de Ascalão comentou sobre ele que "a ciência terminou com ele no Oriente" e "ninguém jamais poderia substituí-lo". Ele morreu em Samarcanda em 1390 e foi enterrado em Sarakhs.